# Uomini più uomini
Uomini più uomini è un album della cantante francese Amanda Lear, pubblicato nel 1989.

## Descrizione
In Uomini più uomini, Amanda lavora esclusivamente con musicisti italiani. L'album viene registrato a Milano e mixato agli Heaven Studio di Rimini, con la produzione e gli arrangiamenti di Stefano Previsti. I testi dell'album parlano per lo più d'amore e vengono scritte completamente in italiano, facendo di questo il primo album composto interamente da materiale non in inglese della cantante. Amanda Lear ha affermato che l'album è stato pensato per il suo pubblico italiano, che si era guadagnata durante la sua attività di presentatrice televisiva in Italia. La canzone Una notte insieme a te è la sigla del suo talk show Ars Amanda del 1989.
Uomini più uomini è stato pubblicato solamente in Italia, dove Amanda Lear ha continuato a essere molto popolare grazie alla sua carriera televisiva negli anni ottanta. Nessun singolo estratto da quest'album è  stato pubblicato, nonostante i brani in esso contenuti siano stati promossi in televisione. L'album, comunque, non ebbe molti riscontri nelle classifiche, e venne ri-registrato in Francia con il titolo Tant qu'il y aura des hommes lo stesso anno e pubblicato dalla Carrere, con metà delle canzoni ri-registrate in francese e l'aggiunta della nuova traccia inedita Métamorphose.
L'album è stato pubblicato inizialmente in vinile e musicassetta. La casa discografica tedesca Siebenpunkts Verlags Gmbh he ha acquistato i diritti e nel 1993 è stato ristampato in CD dalla Farad Records in un'edizione non ufficiale con il titolo Indovina chi sono, con una differente grafica e diverso ordine delle tracce. Alcune tracce dell'album, mescolate con altre tratte dalla versione francese Tant qu'il y aura des hommes, sono state pubblicate successivamente in diverse raccolte su CD.

## Tracce
Uomini più uomini (LP, MC)
1. Mia cara Clara - 3:38 (Vito Pallavicini, Conte, Molco)
2. Telegramma - 3:12 (Cristiano Malgioglio, C.Castellari)
3. Ragazzino - 4:18 (Caliandro, Daino, Claudio Daiano)
4. Ripassi domani - 4:15 (Vito Pallavicini, Willy Molco, Giorgio Conte)
5. Scuola d'amore - 4:30 (Amanda Lear, Claudio Daiano)
6. Una notte insieme a te - 3:51 (S.Menegale, R.Ferrato)
7. Indovina chi sono - 3:22 (P.Leon, Paolo Limiti)
8. Una rosa un tango - 4:05 (Cristiano Malgioglio, Corrado Castellari)
9. Illibata - 3:25 (M.Poggini, G.Caliandro, Claudio Daiano)
10. Due - 3:27 (C.Zavaglia, S.Mogavero, F.Graniero)
11. La partita di pallone - 3:24 (Edoardo Vianello, Carlo Alberto Rossi)

Tant qu'il y aura des hommes (LP, MC, CD)
1. Ma Chére Claire - 3:38 (Vito Pallavicini, Conte, Molco)
2. Métamorphose - 3:12 (J. Conquement)
3. Demain - 4:15 (Vito Pallavicini, Conte, Amanda Lear, Molco)
4. L'école d'amour - 4:30 (Amanda Lear, Claudio Daiano)
5. Echec et mat - 4:30 (Amanda Lear, M. Poggini, G. Caliandro, Claudio Daiano)
6. Una notte insieme a te - 3:51 (S.Menegale, R.Ferrato)
7. Indovina chi sono - 3:22 (P.Leon, Paolo Limiti)
8. Ragazzino - 4:18 (Caliandro, Daino, Claudio Daiano)
9. Una rosa un tango - 4:03 (Cristiano Malgioglio, C.Castellari)
10. Due - 3:27 (C.Zavaglia, S.Mogavero, F.Graniero)

## Crediti
- Amanda Lear – voce
- Nicola Calgari – tecnico del suono
- Antonio Colombo – mastering
- Moreno Ferrara – voce, chitarra elettrica
- Mario Flores – tecnico del suono
- Lalla Francia – voce
- Monica Magnani – voce
- Filippo Maniscalco – grafica
- Giorgio Mastrota – voce in Indovina chi sono
- Paolo Mauri – tecnico del suono
- Pier Carlo Penta – tecnico del suono
- Stefano Previsti – produzione, arrangiamenti
- Gennaro Trasi – chitarra acustica